# Euriphene romi
Euriphene romi är en fjärilsart som beskrevs av Aurivillius 1897. Euriphene romi ingår i släktet Euriphene och familjen praktfjärilar. Inga underarter finns listade i Catalogue of Life.